# Valdemar Lund
Valdemar Lund Jensen (* 28. Mai 2003) ist ein dänischer Fußballspieler. Er spielt bei Molde FK und ist dänischer Jugendnationalspieler.

## Karriere

### Verein
Valdemar Lund spielte bei AB Tårnby sowie bei Sundby Boldklub, bevor er in die Fußballschule des dänischen Spitzenklubs FC Kopenhagen wechselte. Am 31. Oktober 2021 gab er im Alter von 18 Jahren beim 3:0-Sieg gegen Vejle BK sein Profidebüt in der Superligæn. Während der Saison kam es unter anderem zu einer Hüftverletzung und so kam Lund erst in der Endphase der Saison in der Meisterrunde der Superligæn zu Einsätzen für die Profimannschaft, als er am vorletzten sowie am letzten Spieltag als Einwechselspieler eingesetzt wurde. Die Profis des FC Kopenhagen wurden schließlich dänischer Meister.
Anfang Februar 2024 wechselte er nach Norwegen zu Molde FK.

### Nationalmannschaft
Valdemar Lund spielte von September 2018 bis Mai 2019 für die dänische U16-Nationalmannschaft und absolvierte dabei sechs Testspiele. Danach – ab August 2019 – gehörte er dem Kader der U17-Auswahl der Dänen an und lief für diese Altersklasse bis Januar 2020 in neun Partien auf, wobei ihm fünf Tore gelangen. Im September 2020 kam Lund in Leipzig gegen Deutschland zu zwei Einsätzen für die U18-Nationalmannschaft Dänemarks. Für die U19 der Dänen spielte er in vier Partien und kam auch in der Qualifikation für die U19-Europameisterschaft 2022 zum Einsatz.

## Erfolge
FC Kopenhagen
- Dänischer Meister: 2022